# Denkmäler aus Ägypten und Äthiopien
Denkmäler aus Ägypten und Äthiopien (česky Památky Egypta a Etiopie, kde jako „Etiopie“ je v souladu s tehdejším územ označena Núbie) je monumentální dílo Karla Richarda Lepsia vydané v Prusku v letech 1849–1859. Je zpracováním vědecké dokumentace, kterou pořídila Lepsiem vedená vědecká výprava do Egypta a Núbie z let 1842–1845 s cílem shromáždění poznatků o tamních památkách staroegyptské civilizace. Dílo má dvanáct velkoformátových svazků, později ještě doplněných pěti svazky poznámek. Obsahuje na svou dobu pozoruhodně přesné mapy, dále kresby památek a kopie nápisů.